# 李容ソル
李 容卨（イ・ヨンソル、朝鮮語: 이용설/李容卨、1894年または1895年10月12日 - 1993年3月8日）は、日本統治時代の朝鮮および大韓民国の医学者、医師、独立運動家、実業家、政治家。医学博士。韓国の整形外科学の泰斗で、第5代セブランス医科大学（現・延世大学校医科大学）学長、第2代韓国国会議員、セブランス医科大学附属病院院長を歴任した。
本貫は全州李氏、号は與天。

## 経歴
平安南道平壌出身。1912年に崇実中学校を、1919年にセブランス医学専門学校（現・延世大学校医科大学）を卒業し、三・一運動に学生指導者として参加した。その後は北京の協和大学附属病院で勤務し、安昌浩の思想に共感し1924年に興士団に入団した。1926年にシカゴのノースウェスタン大学医学部を卒業した後、セブランス医科大学の教授を務めながら、1929年に興士団理事会長となり、1937年に京城帝国大学で博士号を取得した。1936年に修養同友会事件により警察に逮捕され、1940年8月に治安維持法違反の疑いにより懲役2年、執行猶予3年の刑を受けた。出獄後は長崎侑三が塾長を務めた親日団体の「大和塾」に兪億兼、李卯黙、張徳秀、金漢卿、趙斗元、韓相健、閔丙会、崔容達、尹致昊、玄済明らと共に協力し、1944年8月に雑誌に米国を元寇に喩えた文章を寄稿した。光復後は米軍政期の過渡政府の初代保健厚生局長を務めた後、第2代国会議員、YMCA理事長、第5代セブランス医科大学学長（1948年10月〜1952年10月）、朝鮮産業振興株式会社社長、セブランス医科大学附属病院院長（1955年10月〜1961年10月）、東明学院理事長、国際外科学会韓国支会長、大韓らい協会会長、ソウル国際ロータリー会長、大韓赤十字社中央委員、大韓病院協会会長、キリスト教長老会長などを務めた。
1993年3月8日、老衰によりソウル市内の永東セブランス病院で死去。享年99。